# Jean Emmanuel Ouédraogo
Rimtalba Jean Emmanuel Ouédraogo (* 26. prosince 1980, Ouagadougou) je burkinafaský novinář, moderátor RTB a politik, který od prosince 2024 působí jako 17. předsedy vlády Burkiny Faso.
Ouédraogovo působení ve vládě je spojováno s jeho kontroverzní reformou Nejvyšší rady pro komunikaci na konci roku 2023 a celkovým zhoršením svobody tisku v Burkině Faso, v rámci kterého bylo pozastaveno vysílání mnoha domácích i zahraničních médií považovaných za příliš kritická vůči režimu.

## Životopis
Ouédraogo vystudoval univerzitu v Ouagadougou, kde získal bakalaureát v oboru sociologie a magisterský titul v oblasti řešení konfliktů. V roce 2006 úspěšně složil zkoušku v Ústavu techniky a informačních věd.
Po svých studiích působil jako šéfredaktor a v letech 2016 až 2021 následně jako ředitel v největší burkinafaské radiotelekomunikační společnosti Radio Télevision du Burkina (RTB), kde vedl několik rozhlasových pořadů, například show "Sur la Brèche".

## Politická kariéra
Po zářijovém státním převratu v Burkině Faso v roce 2022 byl Ouédraogo jmenován do funkce ministra komunikace a ministra kultury, umění a cestovního ruchu a stal se zároveň mluvčím nově ustanovené vlády Apollinaira J. Kyéléma de Tambèly, kde působil od roku 2022 do roku 2024. Jako ministr komunikace byl Ouédraogo zodpovědný za pozastavení několika francouzských rozhlasových a televizních médií, včetně Hlasu Ameriky, France 24, TV5 Monde, Radio France Internationale, Jeune Afrique a Le Monde. Kanál France 24 byl v zemi konkrétně pozastaven za odvysílání rozhovoru s Abú Ubajdou Júsufem al-Annábím, vůdcem Al-Káidy v islámském Maghrebu, s níž je vláda Burkiny Faso ve válečném stavu. Díky tomuto rozhodnutí o omezení médií se v roce 2024 Burkina Faso umístila na 86. místě v celosvětovém žebříčku svobody tisku vytvářenou organizací Reportéři bez hranic, což představuje pokles o 48 příček od roku 2020. Ministr tato omezení svobody tisku odůvodnil nejistou bezpečnostní situací: „Naše země je ve válečném stavu. Existuje zde červená linie a my nepřipustíme, aby byla překročena ve jménu jakékoli svobody.“
Po prosincové reorganizaci vládního kabinetu v prosinci roku 2023 byl Ouédraogo rovněž jmenován jedním z ministrů státu.
Na post předsedy vlády byl Ouédraoge jmenován dne 7. prosince 2024 poté, co prezident Ibrahim Traoré rozpustil 6. prosince předchozí vládu. 27. prosince přednesl svůj programový projev před Přechodným národním shromážděním, v němž zdůraznil boj proti terorismu a nutnost zintenzivnit rozvoj Burkiny Faso.

## Ocenění
- 8. prosince 2023 byl Ouédraogo oceněn Národním řádem Burkiny Faso.[15]